# 下成站
下成站（韓語：하성역）是位于朝鮮民主主義人民共和國黃海南道新院郡下成勞動者區的一個鐵路車站。屬於黄海青年線。

## 邻近车站
黃海青年线
雲陽站 - 下成站 - 新院站